# Scawby
Scawby és una localitat situada al comtat de Lincolnshire, a Anglaterra (Regne Unit), amb una població estimada a mitjan 2016 de 1611 habitants.
Està situada a l'est de la regió Yorkshire i Humber, prop de la costa del mar del Nord i a poca distància al sud de l'estuari del Humber.